# Хрохот
Хрохот (слч. Hrochoť) насељено је мјесто са административним статусом сеоске општине (слч. obec) у округу Банска Бистрица, у Банскобистричком крају, Словачка Република.

## Становништво
| Година:    | 1994. | 2004.   | 2014.   | 2024.   |
| ---------- | ----- | ------- | ------- | ------- |
| Број људи: | 1347  | 1432    | 1502    | 1428    |
| Разлика:   |       | +6,31 % | +4,88 % | -4,92 % |

| Година:    | 2023. | 2024.   |
| ---------- | ----- | ------- |
| Број људи: | 1432  | 1428    |
| Разлика:   |       | -0,27 % |

Према подацима о броју становника из 2011. године насеље је имало 1.502 становника.